# Fritz Muliar
Friedrich Ludwig Stand, más conocido como Fritz Muliar, (Viena, 12 de diciembre de 1919-Viena, 4 de mayo de 2009) fue un actor austriaco que actuó hasta el día anterior a su fallecimiento.

## Biografía
Fritz Muliar creció en el distrito vienés de Neubau. Su padre, Maximilian Wechselbaum, era un oficial tirolés afín a las ideas propugnadas por el Partido Nacional Socialista. Su madre, Leopoldine Stand, trabajaba como secretaria en un banco. En 1924, Leopoldine conoció a un joyero ruso de origen judío llamado Mischa Muliar. Al cabo de un tiempo contrajo matrimonio con él. Fritz Muliar creció en una familia multicultural no solo por el origen de sus integrantes sino también por las diferencias ideológicas y religiosas de sus familiares ya que mientras su padre adoptivo era judío, sus abuelos profesaban la fe católica.
A los 16 años, Muliar dejó escuela y comenzó sus estudios de arte dramático en el Conservatorio de Viena. En 1937 consiguió su primer papel en la obra Lieben August. Poco tiempo después, en marzo de 1938, su padre adoptivo huyó de los nazis hacia Estados Unidos. Para ayudar económicamente a su madre, trabajó como representante de una firma de cosméticos para bebés.
En abril de 1940] fue llamado a filas. En su lucha por la libertad de Austria, que estaba anexionada a Alemania tras el Anschluss, Muliar estuvo a punto de perder la vida ya que fue condenado a pena de muerte. Por fortuna, está sentencia fue cambiada por una condena de 5 años en prisión. Para evitar la condena se unió al frente que luchó en Rusia. Fue capturado como prisionero de guerra por los ingleses quienes le mantuvieron en cautiverio hasta el final de la guerra.
Durante su trabajo como locutor en una radio de Klagenfurt conoció a su primera esposa, Gretl Doering, quien tenía un hijo, fruto de una relación anterior, que tras la boda fue adoptado por el vienés con el nombre de Hans. En 1955 contrajo matrimonio por segunda vez con Franziska Kalmar, la primera presentadora de la televisión austríaca. De su unión nacieron dos hijos: Alexander (n. 1957) y Martin (n. 1959). Su hijo Hans murió en 1990.
Durante el final de su vida vivió con su mujer en Gross-Enzersdorf, un pueblo de la Baja Austria.
- Datos: Q112059
- Multimedia: Fritz Muliar / Q112059